# Andrés Cunha

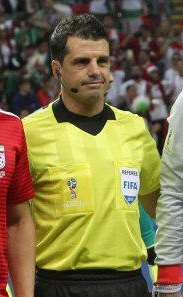
Andrés Cunha bei der WM 2018

Andrés Cunha (* 8. September 1976) ist ein uruguayischer Fußballschiedsrichter.
Seit der Saison 2010/11 leitet Cunha Spiele in der uruguayischen Primera División und seit 2013 internationale Partien. Seitdem war er unter anderem bei der Copa América 2015 und 2016 sowie der Copa Libertadores 2015 bis 2018 im Einsatz. 2017 pfiff er drei Partien der U-20-Weltmeisterschaft 2017 in Südkorea.
Cunha war mit seinen Assistenten Mauricio Espinosa und Nicolás Tarán als eines von 36 Schiedsrichtergespannen bei der Weltmeisterschaft 2018 in Russland im Einsatz. Er leitete zwei Vorrundenspiele und das Halbfinale zwischen Frankreich und Belgien (1:0).

## Einsätze bei der Fußball-Weltmeisterschaft 2018
| Phase        | Datum         | Spielort         | Heimmannschaft | Gastmannschaft | Ergebnis  |
| ------------ | ------------- | ---------------- | -------------- | -------------- | --------- |
| Gruppenphase | 16. Juni 2018 | Kasan            | Frankreich     | Australien     | 2:1 (0:0) |
| Gruppenphase | 20. Juni 2018 | Kasan            | Iran           | Spanien        | 0:1 (0:0) |
| Halbfinale   | 10. Juli 2018 | Sankt Petersburg | Frankreich     | Belgien        | 1:0 (0:0) |